# Raimundo Corrêa de Araújo
Raimundo Corrêa de Araújo (Pedreiras, 29 de maio de 1885 - 24 de agosto de 1951) foi um escritor maranhense e fundador da cadeira nº 16 da Academia Maranhense de Letras.
Era filho do coronel Raimundo Nonato de Araújo e dona Antônia Corrêa de Araújo, foram destacados pioneiros da então povoação de Pedreiras. 

## Obras
- Harpas de Fogo (1903)[2]
- Evangelho do Moço (1906)[2]
- Pela Pátria (1908)[2]
- Ode a Rui Barbosa (1918)[3]
- O Canto da Cigarra (1946)
- Acrópole (1960) - lançado postumamente[2]